# Polemologia
Polemologia (gr. πóλεμος, polemos – „wojna, bój, bitwa, walka”) – obszar badań nad wojnami. Studium zajmuje się wyjaśnianiem przyczyn, źródeł, uwarunkowań wojen i innych konfliktów zbrojnych.
Polemologia jest specjalnością naukową zajmującą się badaniem wojen, konfliktów zbrojnych i rytmów wojowniczości w ujęciu interdyscyplinarnym. Badania opierają się m.in. na takich dziedzinach jak demografia, ekonomia, socjologia, etnografia czy stosunki międzynarodowe. Polemologia bada konflikty zbrojne i wojny: przeszłości, teraźniejszości i przyszłości; analizuje ich naturę i uwarunkowania, lokalizację w czasie i przestrzeni, ustala ich periodyczność, intensywność, związki przyczynowo-skutkowe oraz typologię.
Nawiązując do starej rzymskiej maksymy (związanej z pokojem rzymskim) „Chcesz pokoju, szykuj się do wojny”, dyrektywę badawczą polemologii można sformułować jako „Chcesz pokoju, poznaj wojnę”. Innymi słowy głównym założeniem metodologicznym tej dyscypliny naukowej jest głęboka wiara w to, iż poznanie wojny (konfliktów) wiedzie bezpośrednio do poznania pokoju. Jako dyscyplina, polemologia zaliczana jest do badań nad pokojem (ang. peace research).
Twórcą terminu jest francuski badacz, socjolog i ekonomista Gaston Bouthoul. Swoje główne tezy i teorie przedstawił w dziele wydanym w 1970 Traite de polemologie. Socjologie des gueres.

## Części polemologii
Według Gastona Bouthoula:
- ogólna socjologia wojny
- etiologia wojen
- prospekcja

## Barometry polemologiczne
Głównym przeznaczeniem barometrów jest badanie zagrożeń wojną. Wyróżnia się pięć czynników.
- Czynniki geograficzne i geopolityczne

W ich skład wchodzą elementy, które charakteryzują właściwości: geograficzne (przestrzeń) i czasowe (trwanie). Uwzględniając te wielkości w lokalizacji konfliktów zbrojnych, polemologowie wyznaczyli linie pęknięć oraz linii podziałów. Linię pęknięć mają ścisły związek z punktami zapalnymi, a linie podziału wyznaczane są przez podziały: rasowe, etniczne, religijne i ideologiczne, jak też przez zróżnicowany poziom rozwoju ekonomicznego i przyrostu demograficznego.
- Czynniki długookresowe

Należy wskazać, czy występują zależności pomiędzy epoką historyczną i częstotliwością występowania konfliktów zbrojnych i wojen. Należy brać to pod uwagę podczas dokonywania analizy cykliczności występowania konfliktów zbrojnych i wojen.
- Czynniki koniunkturalne

to sojusze i koalicje, które przyczyniają się do zmiany stosunku sił i do zakłóceń wewnętrznej i zewnętrznej równowagi strukturalnej.
- Barometry struktur narodowych

wykazują związek ze strukturą państwa, kształtowane są przez poziom rozwoju państwa w sektorze gospodarki, ekonomii, wojska.
- Barometry krótkookresowe

Okazjonalne przyczyny konfliktu w sferze motywacyjnej jednostek i zbiorowości. Jest implikacją wielorakich procesów psychologicznych i socjologicznych. Ich zaistnienie oraz właściwe natężenie są warunkiem inicjacji społecznej agresywności.